# Pohárnok Gergely
Pohárnok Gergely (Budapest, 1968. november 12. –) Balázs Béla-díjas magyar operatőr, filmrendező, forgatókönyvíró.

## Életpályája
2000-ben végzett a Színház- és Filmművészeti Egyetem operatőr szakán. 1995-ig fotóriporter volt, 1992- 1995 között a Magyar Narancs képszerkesztője.

## Filmjei

### Operatőrként

#### Kisjátékfilmek
- 2007 Csapás
- 2007 Szalontüdő
- 2003 A titkos hely
- 2003 Táltosember
- 2001 Szortírozott levelek
- 2000 Átültetés
- 2000 Dominátor
- 1999 Körbe
- 1998 Valaki kopog
- 1998 Hév
- 1997 A hal

#### Nagyjátékfilmek
- 2015 Minden út Rómába vezet[2]
- 2010 Látogatás (Der Kameramörder)
- 2008 Tejút
- 2007 Fövenyóra
- 2006 Taxidermia
- 2005 Fekete kefe
- 2003 Magyar vándor
- 2002 Hukkle
- 2002 Előre!
- 2001 I love Budapest
- 2000 Rosszfiúk
- 1999 Cukorkékség
- 1998 Kalózok

### Rendezőként
- 1999 Cukorkékség

## Könyv
- Tímár László–Pohárnok Gergely: Mi kéne Havanna? Kubai riport; Arktisz, Bp., 1997

## Díjak
- 2008 Magyar Filmszemle, legjobb operatőr, (Fövenyóra)
- 2006 Balázs Béla-díj
- 2006 HSC - Kodak év operatőre (Taxidermia)
- 2005 Magyar Filmszemle, legjobb operatőr, (Fekete kefe)
- 2003 Magyar Kritikusok, legjobb operatőr, (Hukkle)
- 2001 Magyar Filmszemle, legjobb operatőr, (I Love Budapest)